# Gourounsi (peuple)
Pour les articles homonymes, voir Gourounsi.
Les Gourounsi forment un ensemble de populations d'Afrique de l'Ouest présentes au sud du Burkina Faso , au nord du Ghanaet en Côte d'ivoire ¹ 
Ils sont répartis du long de la frontière nord du Ghana jusqu'aux localités de Koudougou et Réo. Ils sont constitués de plusieurs sous-groupes répartis dans le centre-sud du Burkina-Faso. Les Kasséna, connus pour leur architecture originale dans la région de Pô, Tiébélé et Léo, les Lélé ou Lyélé dans la région de Réo, les Nuni dans la région de Léo, de Pouni et de Zawara, les Nounouma dans la région de Tchériba, les Sissala autour de Léo, les Ko dans la région de Siby. Leur langue est le Gourounsi.

## Ethnonymie
En fonction des sources et du contexte, on observe de multiples variantes : Gorise, Gourounsis, Gruinse, Grunshi, Grunsi, Grusi, Grusis, Grussi, Guren, Gurensi, Guresa, Gurinse, Gurumsi, Gurunga, Gurunse, Gurunshi, Gurunsi, Gurunsis, Jaman, Youlsi.
Selon le docteur Salif Titamba Lankoande, le mot Gourounsi proviendrait de la déformation du mot Guru-si qui signifie en langue Djerma du Niger « le fer ne pénètre pas ». Lors de l'invasion des Gourounsi par les Djermas qui  ont créé l'émirat de Zabarma qui constitue l'extrême nord du Ghana et le sud du Burkina Faso. Ils sont venus du Niger vers 1860-1899 et conduit par Babatu. Celui-ci ayant recruté dans son armée un bataillon de jeunes hommes forts, les a fait consommer du médicament traditionnel les rendant invulnérables au fer ; on les appelait Guru-si que le langage commun a transformé en « Gurunsi ».

## Histoire
La tradition orale des Gourounsi les dit originaires de la région du lac Tchad. Les études historiques confirment en tout cas leur présence au Burkina Faso[Quoi ?] dès le XIIe siècle.
Malgré les conquêtes de l'empire mossi à partir du XVe siècle et ses raids esclavagistes sur les villages Gourounsi, les différentes communautés de cette ethnie ont toujours conservé autonomie et indépendance. Leur résistance pour garder leur autonomie et leur indépendance est due au groupe Lyélé qui était doté d'une monarchie extraordinaire dirigé par un roi nommé Taga Otiè Bassole que personne n'a pu découvrir jusqu'à présent. Il était doté d'une forte armée de cavaliers bien organisés dans toute la région du Sanguié. Leur arrière base est à Réo.

## Sous-groupes
- les Kassena habitant les zones de Pô, Tiébélé et Léo.
- les Lyélé dans les zones de Réo, Ténado et Didyr.
- les Nuni dans les zones de Léo, de Pouni et de Zawara
- les Nounouma dans la zone de Tchériba.
- les Sissala dans la zone de Léo.
- les Ko dans la zone de Boromo.

## Patronymes Gourounsi en pays Lyélé
Le patronyme en pays Lyélé diffère en fonction du genre. Conformément à la tradition, le patronyme de l'homme sera précédé par le mot "Ba" qui désigne le genre masculin, pour cette raison les noms des hommes débutent en règle générale par "Ba", exemple BAMA, BADO, BAYALA, BAZIEMO, BASSOLE, tandis que le nom de famille de la femme débutera par "Kɛïn" (kan) désignant le genre féminin exemple : KANDO, KANYALA, KANZIEMO, KANSOLE. Il est donc coutume de retrouver au sein d'une même famille des noms légèrement différents.
Bien que le patronyme diffère par le radical, on reconnaît tout de même les membres d'une famille par la racine de leur nom, par exemple l'homme de la famille Tiono s'appelle Ba-Tiono et la femme elle s'appelle Kan-Tiono. Il existe cependant des variantes dans les patronymes gourounsi, notamment au sein de populations non autochtones. Ces dernières ont adopté la même logique tout en conservant leur particularité ethnique. Parmi les gourounsi non autochtones, on retrouve entre autres la grande famille N'do/M'po où N'do désigne l'homme et M'po désigne la femme.
Aujourd'hui, cette tradition est menacée par l'administration qui veut que homme comme femme portent le nom de leur père dans un souci d'uniformisation.

## Culture

Masques zoomorphes du Burkina Faso
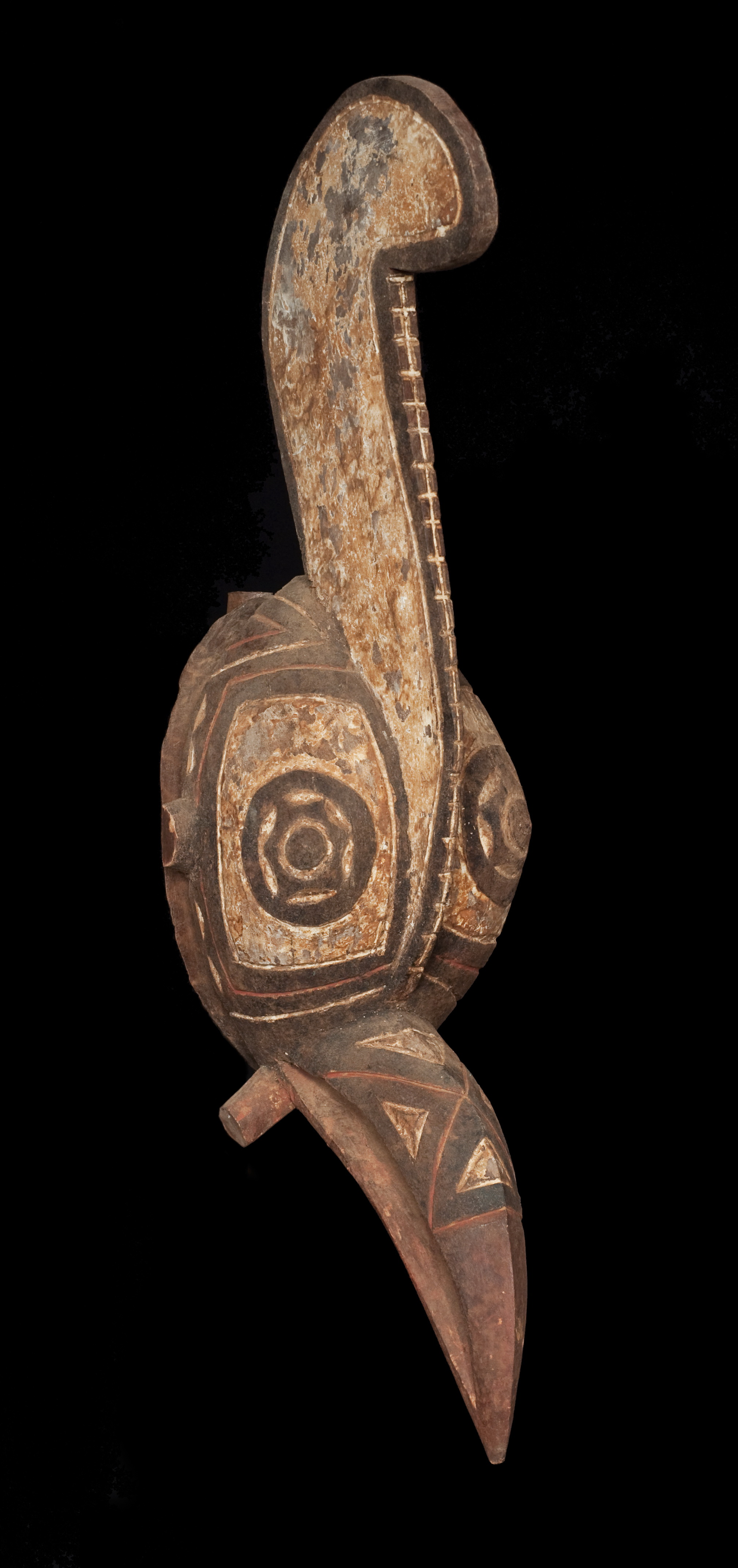
Calao.
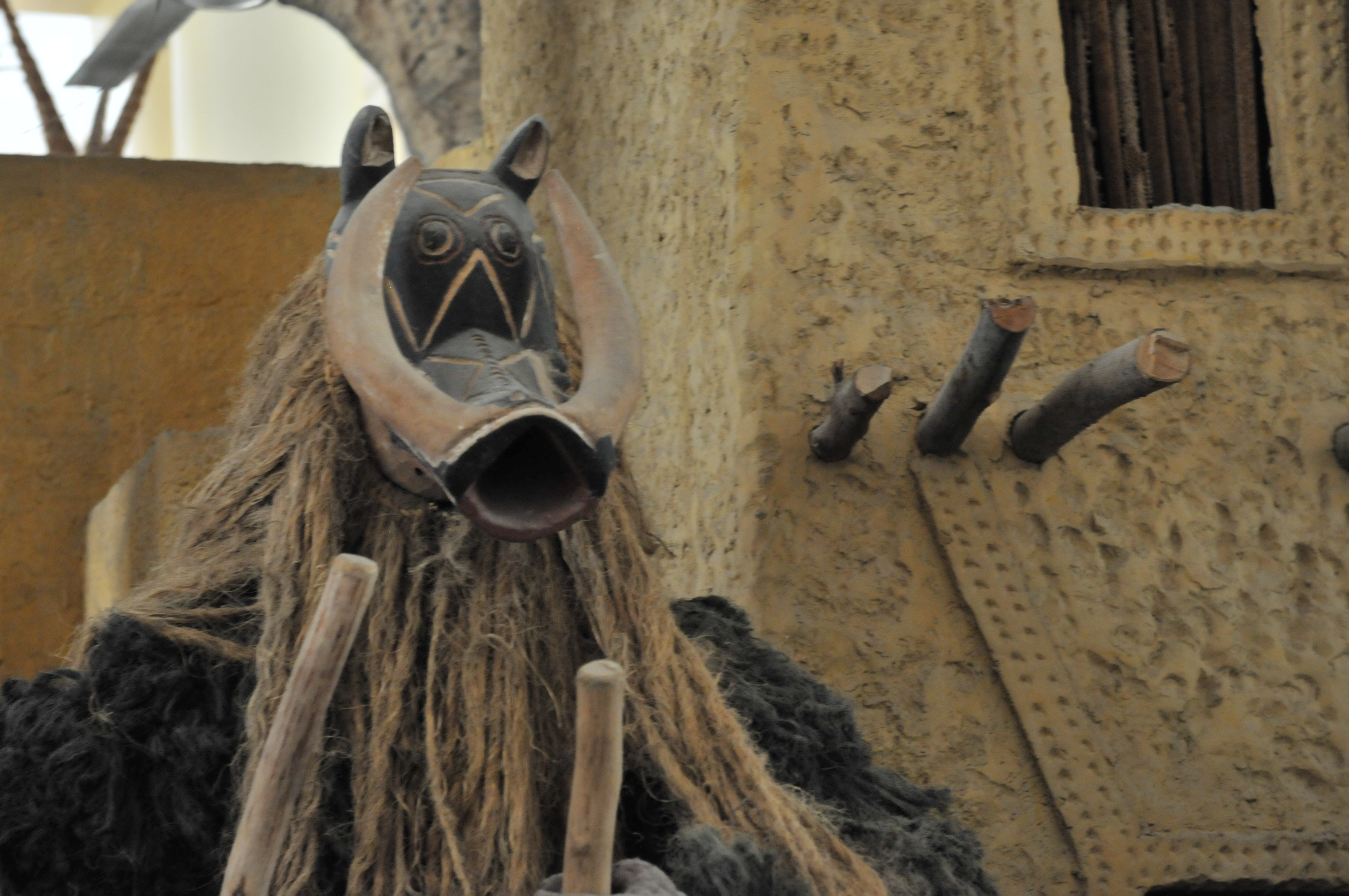
Phacochère[7].
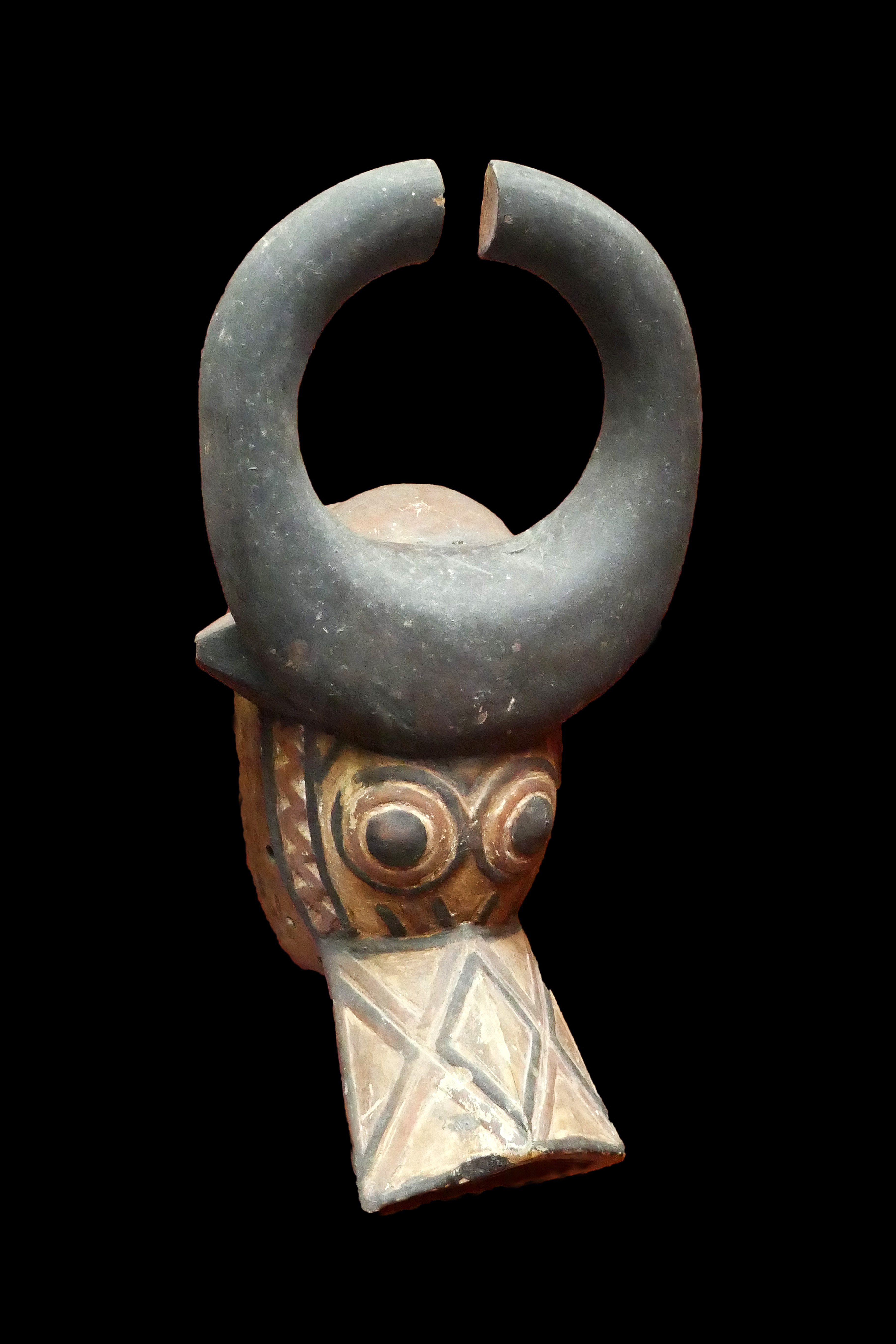
Buffle[8].
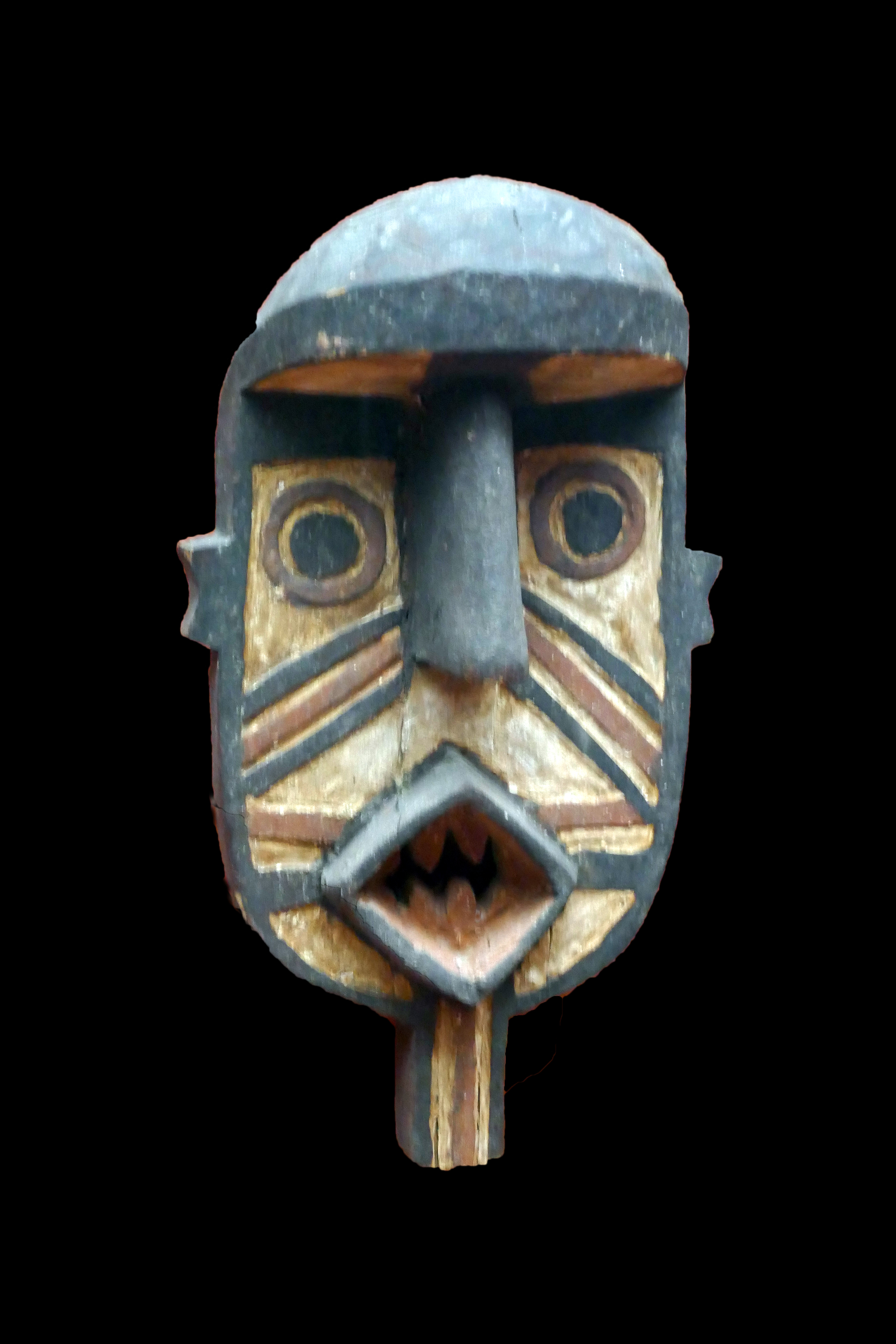
Singe[8].